# Cișmeaua-Văruită, Bolgrad
Cișmeaua-Văruită, întâlnit și sub forma Cișmelia (în bulgară Чушмелия, în ucraineană Криничне, transliterat: Krînîcine) este localitatea de reședință a comuna Cișmeaua-Văruită din raionul Bolgrad, regiunea Odesa, Ucraina. Are 4.348 locuitori, preponderent bulgari.
Satul este situat la o altitudine de 33 metri, pe malul estic al Lacului Ialpug, în partea de sud-vest a raionului Bolgrad. El se află la o distanță de 24 km sud de centrul raional Bolgrad. Prin această localitate trece drumul național Bolgrad-Ismail. Teritoriul acestei localități este traversat de râul Carasulac, care se varsă printr-un canal într-un golf al Lacului Ialpug.
Până în anul 1947 satul a purtat denumirea oficială de Cișmeaua-Văruită (în ucraineană Чишма-Варуита), în acel an el fiind redenumit Krinicine. De această comună depinde administrativ satul Cosa-Mare.

## Istoric
În apropiere de vatra satului, s-au descoperit urmele unei așezări omenești de la sfârșitul epocii bronzului, din primele secole î.Hr.
Prin Tratatul de pace de la București, semnat pe 16/28 mai 1812, între Imperiul Rus și Imperiul Otoman, la încheierea războiului ruso-turc din 1806 – 1812, Rusia a ocupat teritoriul de est al Moldovei dintre Prut și Nistru, pe care l-a alăturat Ținutului Hotin și Basarabiei/Bugeacului luate de la turci, denumind ansamblul Basarabia (în 1813) și transformându-l într-o gubernie împărțită în zece ținuturi (Hotin, Soroca, Bălți, Orhei, Lăpușna, Tighina, Cahul, Bolgrad, Chilia și Cetatea Albă, capitala guberniei fiind stabilită la Chișinău).
La începutul secolului al XIX-lea, conform recensământului efectuat de către autoritățile țariste în anul 1817, satul Cișme făcea parte din Ocolul Chiliei a Ținutului Ismail .
După războiul ruso-turc, începând din anul 1812 s-au stabilit în sudul Basarabiei familii de imigranți bulgari din sudul Dunării, aceștia primind terenuri de la ocupanții ruși ai Basarabiei. Acest sat a fost fondat în 1813 de către coloniști bulgari pe locul taberei tătare Cișmeaua-Văruită.
În urma Tratatului de la Paris din 1856, care încheia Războiul Crimeii (1853-1856), Rusia a retrocedat Moldovei o fâșie de pământ din sud-vestul Basarabiei (cunoscută sub denumirea de Cahul, Bolgrad și Ismail). În urma acestei pierderi teritoriale, Rusia nu a mai avut acces la gurile Dunării. În urma Unirii Moldovei cu Țara Românească din 1859, acest teritoriu a intrat în componența noului stat România (numit până în 1866 "Principatele Unite ale Valahiei și Moldovei"). În urma Tratatului de pace de la Berlin din 1878, România a fost constrânsă să cedeze Rusiei acest teritoriu.
La sfârșitul anului 1913 a avut loc aici o răscoală a țăranilor. În martie 1917 un reprezentant al satului a fost ales în Consiliul Deputaților Țărani. În ianuarie 1918, activiștii bolșevici au preluat conducerea în sat.
După Unirea Basarabiei cu România la 27 martie 1918, satul Cișmeaua-Văruită a făcut parte din componența României, în Plasa Bolgrad a județului Ismail. Pe atunci, majoritatea populației era formată din bulgari, existând și comunități mici de români și de ruși. La recensământul din 1930, s-a constatat că din cei 4.531 locuitori din sat, 4.404 erau bulgari (97.20%), 67 români (1.48%), 46 ruși (1.02%), 4 greci, 4 turci și 1 polonez. La 1 ianuarie 1940, din cei 5.180 locuitori ai satului, 4.629 erau de etnie bulgară (89.36%) și 509 de etnie rusă (9.83%).

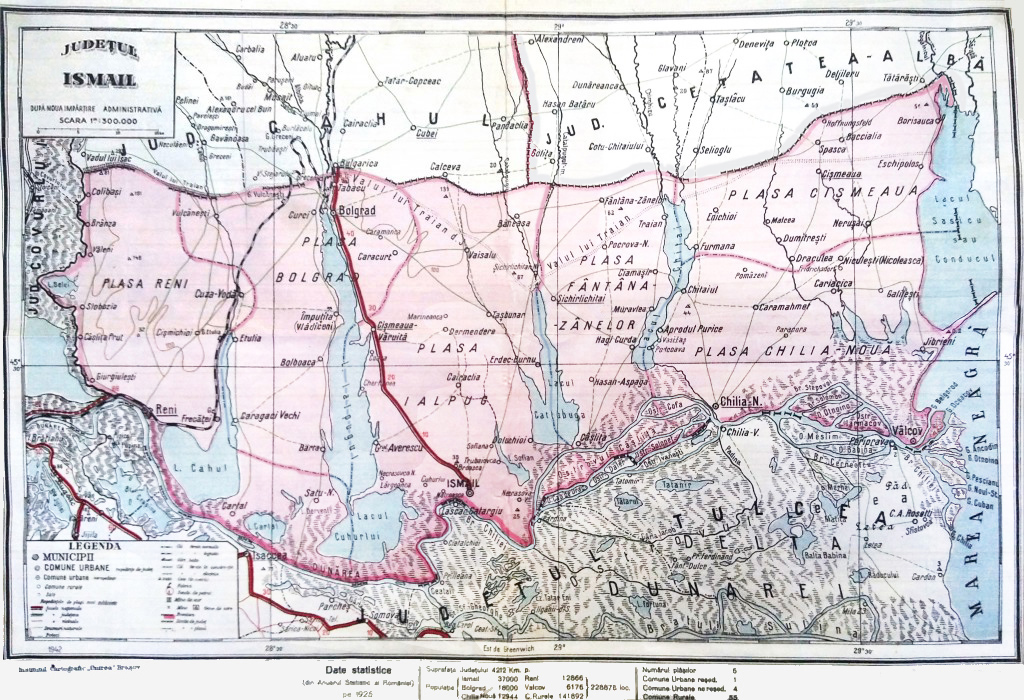
Harta județului în anul 1925.

În perioada interbelică, începând din 1920-1921, satul s-a aflat în aria de interes a activiștilor bolșevici din URSS, aceștia distribuind clandestin țăranilor pliante și arme cu scopul de a pregăti o insurecție armată. În 1921 au fost arestați trei militanți comuniști. O parte dintre locuitori a participat la Răscoala de la Tatarbunar din 1924, organizată de bolșevicii din URSS. După înăbușirea răscoalei, au fost arestați 28 de țărani. La 2 februarie 1930 țăranii comuniști din sat au participat la o manifestație politică în Ismail. În același an, poliția a arestat pe conducătorii organizației comuniste din sat (L. Marinov și G. Marinov), iar în anul următor au fost arestate alte 5 persoane (dintre care două au fost condamnate).
Ca urmare a Pactului Ribbentrop-Molotov (1939), Basarabia, Bucovina de Nord și Ținutul Herța au fost anexate de către URSS la 28 iunie 1940. După ce Basarabia a fost ocupată de sovietici, Stalin a dezmembrat-o în trei părți. Astfel, la 2 august 1940, a fost înființată RSS Moldovenească, iar părțile de sud (județele românești Cetatea Albă și Ismail) și de nord (județul Hotin) ale Basarabiei, precum și nordul Bucovinei și Ținutul Herța au fost alipite RSS Ucrainene. La 7 august 1940, a fost creată regiunea Ismail, formată din teritoriile aflate în sudul Basarabiei și care au fost alipite RSS Ucrainene .
În perioada 1941-1944, toate teritoriile anexate anterior de URSS au reintrat în componența României. Apoi, cele trei teritorii au fost reocupate de către URSS în anul 1944 și integrate în componența RSS Ucrainene, conform organizării teritoriale făcute de Stalin după anexarea din 1940, când Basarabia a fost ruptă în trei părți.
În anul 1947, autoritățile sovietice au schimbat denumirea oficială a satului din cea de Cișmeaua-Văruită în cea de Krinicine. În anul 1954, Regiunea Ismail a fost desființată, iar localitățile componente au fost incluse în Regiunea Odesa.
Începând din anul 1991, satul Cișmeaua-Văruită face parte din raionul Bolgrad al regiunii Odesa din cadrul Ucrainei independente. În prezent, satul are 4.348 locuitori, preponderent bulgari.

## Economie
Locuitorii satului Cișmeaua-Văruită se ocupă în principal cu agricultura, aici existând 6000 ha de teren arabil și circa 1000 ha de vii și livezi. Se cultivă cereale, mazăre, tomate și viță de vie. Începând cu 1968, colhozul este specializat în producția de carne de vită. De asemenea, aici se ambalează borcane de mazăre și de tomate.

## Personalități
- Gheorghi Vasilev Agura (1853-1915) - avocat și general bulgar
- Dimităr Dimitrov Agura (1849-1911) - istoric și om de știință bulgar
- Gherasim Constantinescu (1902-1979) - oenolog român, membru titular al Academiei Române (din 1963)

## Demografie
Componența lingvistică a localității Cișmeaua-Văruită
     Bulgară (93,28%)
     Rusă (3,29%)
     Ucraineană (1,59%)
     Alte limbi (1,19%)
Componența confesională a localității Cișmeaua-Văruită
     Ortodocși (94,87%)
     Penticostali (1,38%)
     Necunoscută (3,14%)
     Altă religie (0,58%)
Conform recensământului din 2001, majoritatea populației localității Cișmeaua-Văruită era vorbitoare de bulgară (93,28%), existând în minoritate și vorbitori de rusă (3,29%) și ucraineană (1,59%).
1930: 4.531 (recensământ) 
1940: 5.180 (estimare)
2001: 4.348 (recensământ)

## Obiective turistice
- Monumentul lui V.I. Lenin